# Бої за Шахтарськ (2014)
Бої за Шахтарськ — бойові дії, що точилися у м. Шахтарськ Донецької області влітку 2014 року під час війни на сході України.

## Передумови
15 квітня 2014 року міський голова Олександр Наумович підтримав вимоги про надання особливих умов регіону. У цей же час був знятий державний прапор України з будівлі міської ради та замінений на прапор самопроголошеної «ДНР» і вийшов до людей зі зверненням: "Я поважаю думку народу, тому в міській раді виділено кабінет, в якому розташовуються представники «ДНР» і всі бажаючі можуть звернутися з питаннями, що цікавлять туди". У травні 2014 року незаконні збройні угруповання нейтралізували місцевий відділ міліції.

## Перебіг подій
27 липня російське пропагандистське видання «РИА Новости» повідомило, що сили АТО увійшли до Шахтарську і ведуть там вуличні бої із бойовиками «ДНР».
28 липня Штаб АТО повідомив, що ЗСУ увійшли до Первомайська, Тореза, Шахтарська та Горлівки, українські військовики закріпилися на околицях міст та, без підтримки авіації й техніки, просуваються вглиб, ведучі важкі бої з сепаратистами на вулицях населених пунктів. Також зазначається, що ватажок терористів «ДНР» Ігор Безлєр двічі намагався втікти з Горлівки.
|            | Згідно з останньою оперативною інформацією, після нічних атак на певних напрямках сили АТО ввійшли до Первомайська, Тореза, Шахтарська та Горлівки. Наразі українські силовики закріпилися на околицях населених пунктів і просуваються вглиб, бої точаться на вулицях міст. Терористи чинять сильний опір. Артилерія та авіація сил АТО у містах не застосовуються. Завдання – витіснити терористів із міст |
| — Штаб АТО | |

Того ж дня, о 20:11 речник РНБО Андрій Лисенко повідомив, що міста Шахтарськ, Тореза та Лутугине звільнено від проросійських бойовиків.
31 липня 2014 1-й батальйон 25-ї бригади намагався взяти штурмом місто Шахтарськ, внаслідок потужних обстрілів бойовиками з РСЗВ «Град» позицій силовиків, а також атаки бойовиків із засідки на колону БТР десантників поблизу м. Шахтарськ Донецької області багато вояків загинуло. Російські бойовики знімали тіла загиблих десантників на відео і фото й потім хизувались у соцмережах. Терористи тимчасово поховали біля недобудованої церкви в парку Шахтарська — Артема Джубатканова, Євгена Сердюкова, Олексія Сєдова, Станіслава Трегубчака, Петра Федоряку, Халіна Володимира та, можливо — Володимира Самишкіна. Тоді ж поліг Андрій Болтушенко; зниклим вважається старший лейтенант Шатайло Михайло Сергійович.
2 серпня Збройні Сили України увійшли знову увійшли до Шахтарська, де зав’язалися позиційні бої з бойовиками «ДНР», у яких є кількість певної бронетехніки. Після певної роботи української артилерії по розташуванням терористів на підходах до Шахтарська українські силовики увійшли до міста та закріпились на околицях. Як повідомляє штаб АТО, бойовики використовують міномети та обстрілюють житлові квартали Шахтарська, щоб спровокувати паніку.
3 серпня біля Шахтарська відбувся бій, про це повідомили користувачі соціальних мереж.

## Втрати
- Старший лейтенант Шатайло Михайло Сергійович[10]
- старший сержант Халін Володимир Олександрович
- сержант Симоненко Дмитро Миколайович
- молодший сержант Іванов Віталій Олександрович
- старший солдат Бабюк Віктор Ярославович
- солдат Болтушенко Андрій Володимирович
- солдат Кудінов Олексій Костянтинович
- солдат Ковтун Станіслав Григорович
- солдат Самишкін Володимир Борисович
- солдат Сєдов Олексій Олексійович
- солдат Сочева Олександр Леонідович
- солдат Трегубчак Станіслав Олегович

## Матеріали
- Горячее лето «двадцать пятой» [Архівовано 8 листопада 2020 у Wayback Machine.] // petrimazepa, 12.01.2016
- Блицкриг в Шахтёрске [Архівовано 18 серпня 2017 у Wayback Machine.] // petrimazepa, 14.01.2016
- Ад в Шахтерске: трагедия 25-й бригады [Архівовано 18 серпня 2017 у Wayback Machine.] // 09.09.16
- БОИ ЗА ШАХТЕРСК ТРИ ГОДА НАЗАД ГЛАЗАМИ ДЕСАНТНИКА 25 БРИГАДЫ [Архівовано 18 серпня 2017 у Wayback Machine.] // Цензор.нет, 28.07.17
- БІЙ ЗА ШАХТАРСЬК — НЕВИКОРИСТАНИЙ ШАНС У ВІЙНІ 2014-ГО [Архівовано 18 серпня 2017 у Wayback Machine.] // Цензор.нет, 31.07.17